# Kępina (województwo wielkopolskie)
Kępina – wieś w Polsce położona w województwie wielkopolskim, w powiecie tureckim, w gminie Tuliszków.
W latach 1975–1998 miejscowość administracyjnie należała do województwa konińskiego.
Zobacz też: Kępina.